# 高惠春
高惠春，出生於台北。1972年畢業於國立清華大學化學系、1978年取得美國Temple大學化學博士。
畢業後，任教於淡江大學化學系，於2016年7月底退休。在校期間擔任過系主任、創新育成中心主任、理工學刊總編輯並將其推入EI收錄期刊。曾任經濟部技術處、工業局、能源局、礦物局等單位技術審查委員，以及行政院公共工程委員會採購評選委員。參與的社團服務包含台灣女性學學會理事、台灣教授協會北區召集人、台灣女科技人學會理/監事。為現任台灣女科技人學會副理事長。
高惠春長期致力於固態氧化物燃料電池組裝與電解質材料開發、陶瓷材料的導電性研究、鐵的腐蝕防治研究。同時也關心性別與科技研究，並於2012年8月起申請到國科會(現:科技部)計畫，負責《台灣女科技人電子報》的出版業務與「女性科技社群諮詢互助網」的維護。著有《女科技人的理性與感性》。